# 練馬区立豊渓小学校
練馬区立豊渓小学校（ねりまくりつほうけいしょうがっこう）は東京都練馬区にある区立小学校。

## 概要
練馬区で2番目に歴史のある小学校である。2016年（平成28年）に140周年を迎え2021年（令和3年）で145周年となる。マスコットキャラクターは140周年の年に決まった「いよまるくん」である。また2006年（平成18年）から給食自体校となっている。

## 沿革

### 略歴
1873年（明治6年）に加藤政八が私塾を開設したのが始まりである。1874年に豊島学校（現在の練馬区立石神井小学校）の第一分校となり、1876年、豊溪学校として独立校となった。

### 年表
- 1873年（明治6年）6月 - 加藤政八が私塾を開設
- 1876年（明治9年）5月 - 豊溪学校として創立される
- 1880年（明治13年）- 上練馬村大字土支田723番地に320坪の土地を借用、校舎を新築する
- 1946年（昭和21年）4月 - 豊溪小学校と改名する
- 1955年（昭和30年）9月 - 旭町分校を開校
- 1963年（昭和38年）5月7日 - 校歌制定
- 1971年（昭和46年）4月1日 - 練馬区立八坂小学校開校により一部の児童が転出
- 1977年（昭和52年）4月1日 - 練馬区立橋戸小学校開校により一部の児童が転出
- 1979年（昭和54年）4月1日 - 練馬区立北原小学校開校により一部の児童が転出
- 1980年（昭和55年）4月1日 - 通学区域の変更により一部の児童が練馬区立北原小学校へ転出
- 1983年（昭和58年）4月1日 - 練馬区立光が丘第一小学校開校により一部の児童が転出
- 1993年（平成5年）3月 - 宮城県刈田郡蔵王町よりリンゴの苗木を寄贈される
- 1994年（平成6年）4月 - 宮城県の蔵王町立永野小学校との学校間交流始まる
- 1996年（平成8年）4月 - 東京都消費者教育・環境教育等課題研究の指定を受ける
- 1997年（平成9年）11月4日 - 東京都消費者教育・環境教育等課題研究、練馬区教育研究校発表会
- 1998年（平成10年）10月24日 - PTAの協力で学校間交流、ホームステイが行われる
- 1999年（平成11年）10月23〜24日 - 学校間交流として、蔵王町立永野小学校の児童18名来校し、ホームステイを行う

## 教育目標
「笑顔あふれる学校」～感動の共有～

1.「わかるようになった」「できるようになった」喜びにあふれる学校

2. 人とのかかわりを大切にし、仲良く助け合う優しさあふれる学校

3. 体も心も鍛え、生き生きとした元気あふれる学校

4. 家庭及び地域社会に信頼される開かれた学校

## 学校行事
| - 4月 入学式・始業式 - 5月 開校記念日 - 6月 運動会 | - 7月 永野小交流 - 8月 - 9月 | - 10月 - 11月 - 12月 | - 1月 - 2月 - 3月 卒業式・終業式 |

## 通学区域
- 練馬区
  - 高松六丁目(30番から38番まで)、土支田一丁目、土支田二丁目(1番から11番までを除く)、土支田三丁目(35番から47番まで)[4]

## 進学先中学校
- 練馬区立谷原中学校[4]
- 練馬区立光が丘第一中学校

## 交通
- 西武鉄道池袋線石神井公園駅よりバスに乗車。土支田八幡または旭町１丁目で下車